# Barbara Auer
Barbara Auer (ur. 1 lutego 1959) – niemiecka aktorka.

## Filmografia
- 2000: Decyzja jako Clara
- 2002: Bliźniaczki  jako  Charlotte
- 2009: Effi Briest jako Johanna
- 2011: Kopciuszek jako Macocha
- 2012: Das Wochenende jako Tina Kessler
- 2013: Złodziejka książek jako Ilsa Hermann
- 2013: Verratene Freunde jako Barbara Auer

## Nagrody
- 1989: Goldene Kamera
- 1991: Sonderpreis der Deutschen Akademie der Darstellenden Künste
- 1993: Deutscher Filmpreis
- 2012: Deutscher Fernsehpreis
- 2012: Grimme-Preis